# Manuel II de Trebisonda
Manuel II Gran Comneno (en griego: Μανουήλ Β΄ Μέγας Κομνηνός, Manouēl II Megas Komnēnos; c. 1324-1333) fue emperador de Trebisonda durante ocho meses en 1332. Fue posiblemente el hijo ilegítimo del emperador Andrónico III de Trebisonda, a quien sucedió a la edad de ocho años en enero de 1332.
El corto reinado de Manuel II se caracterizó por la invasión de Bayram Beg, el emir de Chalybia, que decidió aprovechar la minoría del gobernante e invadir Trebisonda. Aunque los turcomanos penetraron profundamente en territorio trebero, fueron rechazados con grandes pérdidas. A pesar de este éxito, la posición del joven emperador y sus seguidores estaba lejos de ser segura.
Los crímenes de su padre habían sorprendido a la gente a tal punto que se habían dividido en facciones rivales, centrándose en la capital y las ciudades. El partido probizantino en la capital invitó al tío de Manuel Basilio a regresar a Trebisonda de Constantinopla y hacerse cargo del gobierno. Manuel fue depuesto después de un reinado de ocho meses, y sus partidarios en la corte fueron ejecutados, mientras él fue enviado a prisión. Sin embargo, una rebelión fracasada en su favor, dirigida por el megaduque Juan el Eunuco en febrero de 1333, llevó a su tío Basilio a ordenar su ejecución.